# Phare d'Ornsay
Le phare d'Ornsay est un phare qui se situe sur la petite île d'Ornsay (en gaélique écossais : Eilean Larmain) (Hébrides intérieures), dans le comté des Highland à l'ouest de l'Écosse.
Ce phare est géré par le Northern Lighthouse Board (NLB) à Édimbourg,l'organisation de l'aide maritime des côtes de l'Écosse.

## Histoire
Le phare est en réalité situé sur l'îlot à marée nommé Eilean Sionnach sur la rive sud d'Ornsay dans les Hébrides intérieures. Il a été construit en 1857 sur le projet des ingénieurs écossais Thomas Stevenson et David Stevenson. Il s'agit d'une tour ronde de maçonnerie, avec galerie et lanterne, et maison de gardien tout à côté.
Le premier feu est entré en service le 10 novembre 1857 et il a été amélioré avec un système de lentilles afin de renforcer la lumière en fonction de la distance. Le phare a été équipé d'une batterie de secours d'une durée de quatorze jours pour continuer à fonctionner en lumière de secours. Le phare a été modernisé en 1988 lors de l'installation d'une alimentation électrique sur le secteur. Le phare émet un feu à occultations blanche toutes les 8 secondes. Le système a été automatisé en 1962.
La maison de gardien d'un étage a été achetée par l'Eilean Bàn Trust. L'ilot n'est accessible que par bateau.
Identifiant : ARLHS : SCO-161 - Amirauté : A3944 - NGA : 3800.

### Lien connexe
- Liste des phares en Écosse